# ITV (kênh truyền hình)
ITV là một mạng lưới truyền hình miễn phí của Anh có trụ sở chính tại Luân Đôn, nó được ra mắt vào năm 1955 với tư cách là Truyền hình Độc lập dưới sự bảo trợ của Cơ quan truyền hình độc lập (ITA, sau Đạo luật Phát thanh Âm thanh năm 1972, Cơ quan Phát thanh Độc lập, nay là Ofcom) để cung cấp sự cạnh tranh cho Đài truyền hình BBC, được thành lập vào năm 1932. ITV cũng là mạng thương mại lâu đời nhất ở Anh. Kể từ khi Đạo luật Phát thanh 1990 được thông qua, tên hợp pháp của nó là Channel 3, để phân biệt với các kênh tương tự khác vào thời điểm đó, cụ thể là BBC 1, BBC 2 và Channel 4. Một phần, số 3 được gán vì các máy truyền hình thường sẽ được điều chỉnh để trạm ITV khu vực nằm trên nút thứ ba, với các trạm khác được phân bổ cho số trong tên của chúng.
ITV là một mạng lưới các kênh truyền hình vận hành các dịch vụ truyền hình khu vực cũng như chia sẻ các chương trình với nhau để được hiển thị trên toàn bộ mạng. Trong những năm gần đây, một vài trong số các công ty này đã sáp nhập, vì vậy hiện tại mười lăm nhượng quyền đang nằm trong tay của hai công ty.
Mạng ITV sẽ được phân biệt với ITV plc, công ty kết quả từ sự hợp nhất của công ty Granada plc và Carlton Communications vào năm 2004 và nắm giữ giấy phép phát sóng Kênh 3 ở Anh, Wales, miền nam Scotland, Đảo Man, Quần đảo Channel và Bắc Ireland. Ngoại trừ Bắc Ireland, thương hiệu ITV là thương hiệu được ITV plc sử dụng cho dịch vụ Kênh 3 trong các lĩnh vực này. Ở Bắc Ireland, ITV plc sử dụng thương hiệu UTV. STV Group plc sử dụng thương hiệu STV cho hai nhượng quyền của miền trung và miền bắc Scotland.

## Liên kết
- ITV - www.itv.com
- STV - www.stv.tv

### Công ty mẹ
- ITV plc
- STV Group plc